# Pariserhjul
| Pariserhjul |
| --- |
| Ferris Wheel, det första moderna pariserhjulet. - Betydelse – stort roterande hjul för passagerare i korgar eller kabin - Användning – alternativ till utsiktstorn, vanligt på nöjesparker - Bakgrund – 1600-talet; det första moderna 1893 (Chicago) |

Ett pariserhjul är ett stort, vertikalt monterat hjul, som sakta roterar i luften. Runt hjulet finns hängande gondoler för passagerare. Pariserhjul är vanliga på nöjesfält.

## Historik
Föregångarna till dagens pariserhjul var konstruktioner i trä som drogs runt för hand. Den äldsta bevarade beskrivningen av en sådan attraktion är av engelsmannen Peter Mundy som beskriver hur han såg ett åkhjul för barn i Plovdiv i Bulgarien den 17 maj 1620.

### Ferris Wheel
Världens första pariserhjul i modern tappning (Ferris Wheel) byggdes till världsutställningen i Chicago 1893 av ingenjören George Ferris, vilken gett namn åt attraktionstypen på engelska (ferris wheel). Hjulet byggdes med målet att överträffa Parisutställningens storverk, Eiffeltornet, från 1889.
Hjulet som Ferris konstruerade var drygt 80 meter högt och rotationsaxeln, gjuten i ett enda stycke stål, vägde 46,5 ton. Hjulet hade 36 kabiner som vardera rymde 40 sittande eller 60 stående passagerare. Åkturen tog 20 minuter och lockade under utställningstiden sammanlagt runt en och en halv miljon passagerare.

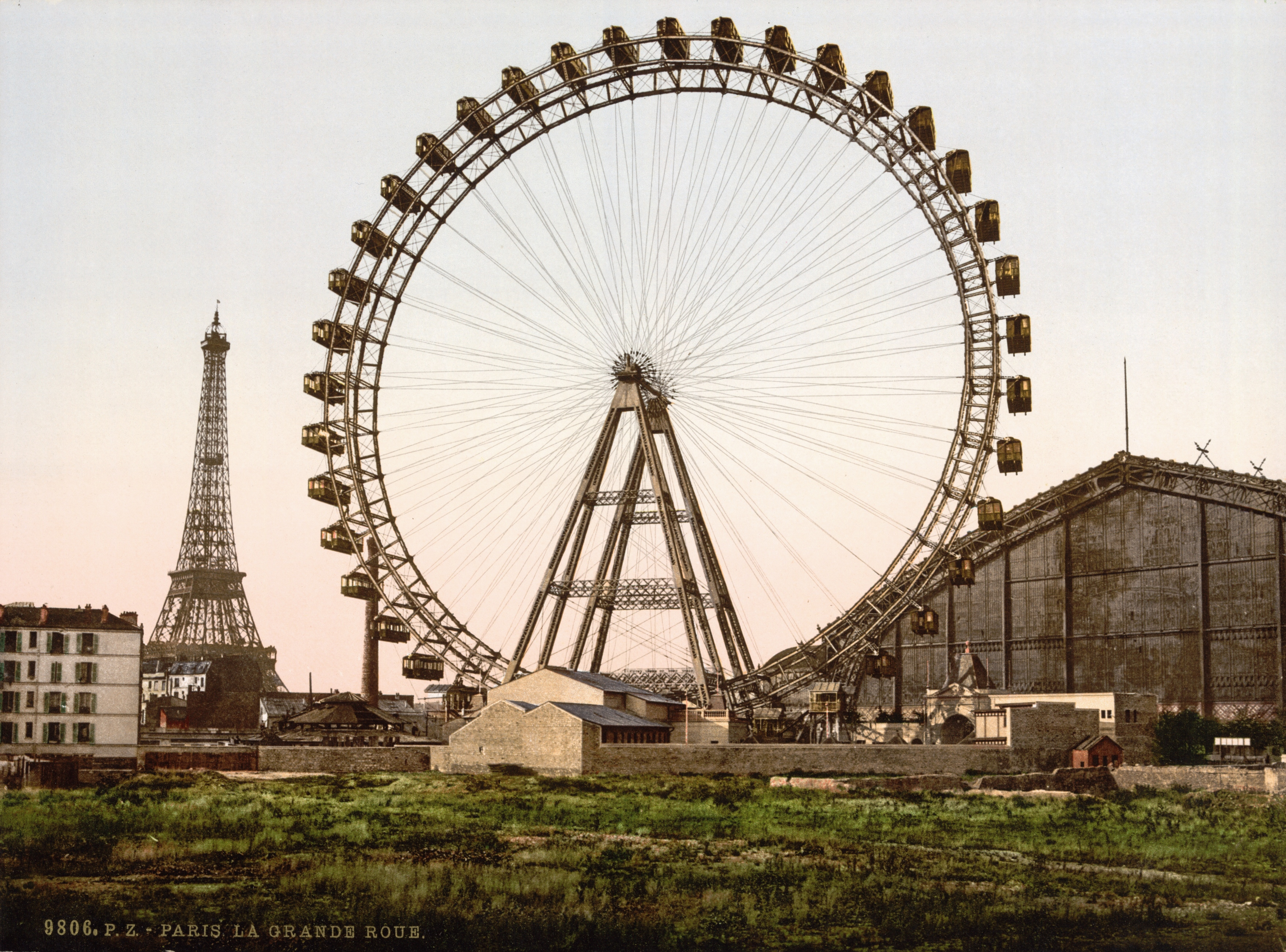
Grande Roue de Paris, världens högsta pariserhjul 1900–1920.

### Grande Roue de Paris
Ursprunget till benämningen pariserhjul som används i Skandinavien är osäkert, men kan vara ett sådant hjul – Grande Roue de Paris – på världsutställningen i Paris 1900. Detta pariserhjul var med sin höjd på 100 meter störst i världen fram till sin nedmontering 1920. En annan rimlig förklaring är att förledet Ferris ljudförändrades till det mer igenkänningsbara Paris, möjligen influerat av Riesenrad i Prater i Wien, byggt 1897.

### Andra pariserhjul
Världens första portabla pariserhjul byggdes av William E. Sullivan, som inspirerats då han själv åkte Ferris pariserhjul. Sullivans portabla konstruktion hette "Big Eli" och invigdes den 23 maj 1900. Hjulet är alltjämt i drift i Jacksonville Community Park i Illinois.

## Lista över de högsta pariserhjulen

### Världen
Världens högsta pariserhjul:
- High Roller, Las Vegas, USA, 167,6 meter.[8]
- Singapore Flyer, Singapore, 165 meter.[8]
- Star of Nanchang, Nanchang, Kina, 160 meter.[8]

### Asien
Asiens högsta pariserhjul:
- Singapore Flyer, Singapore, 165 meter.[8]
- Star of Nanchang, Nanchang, Kina, 160 meter.[8]
- Redhorse Osaka Wheel, Osaka, Japan, 123 meter.

### Europa
Europas högsta pariserhjul:
- London Eye, Storbritannien, 135 meter.[8]
- Eurowheel, Mirabilandia, Italien, 90 meter.
- Sotji, Lazarevskoje, Sotji, Ryssland, 80 meter.[9]

Kända pariserhjul i Europa:
- Riesenrad, Prater, Wien, 65 meter.

#### Sverige
Sveriges högsta pariserhjul:
- Lisebergshjulet, 60 meter[10]
- Ölands djurpark, 34 m (56 meter över havet)
- Halmstad Äventyrsland, 26 meter

### Under konstruktion
- Förenade Arabemiraten, Dubai Eye, Dubai, planerad höjd 210 meter. Bygget påbörjades i maj 2015[11]

## Bildgalleri

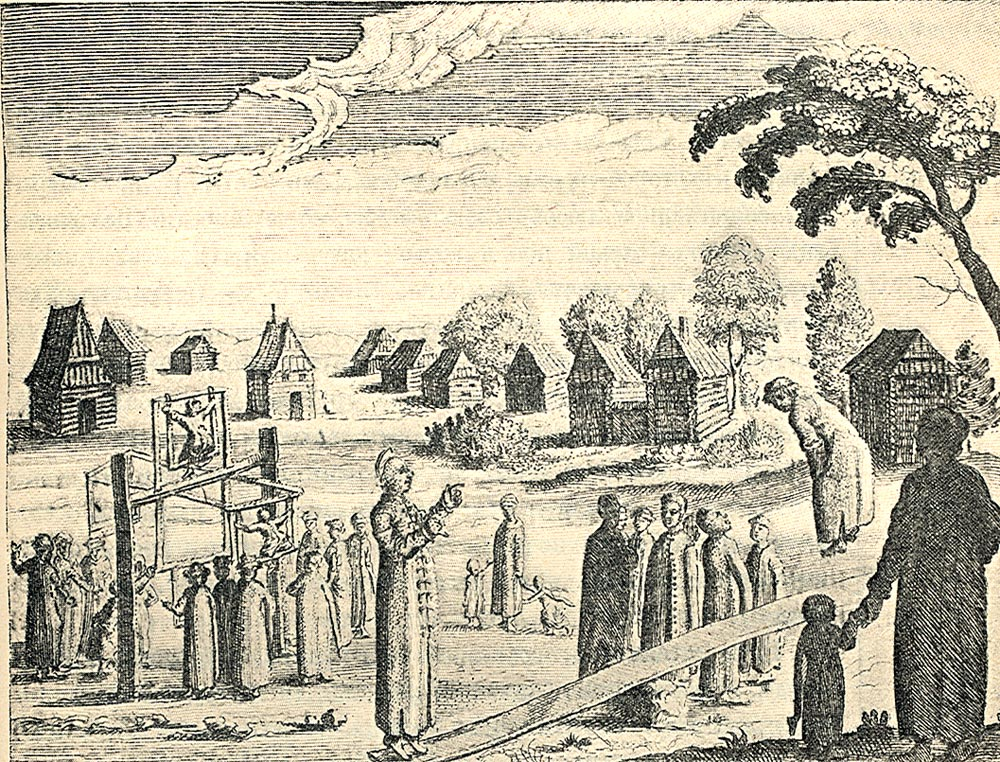
Illustration av nöjesattraktioner av Adam Olearius (1647). På bilden syns en tidig variant av pariserhjul.
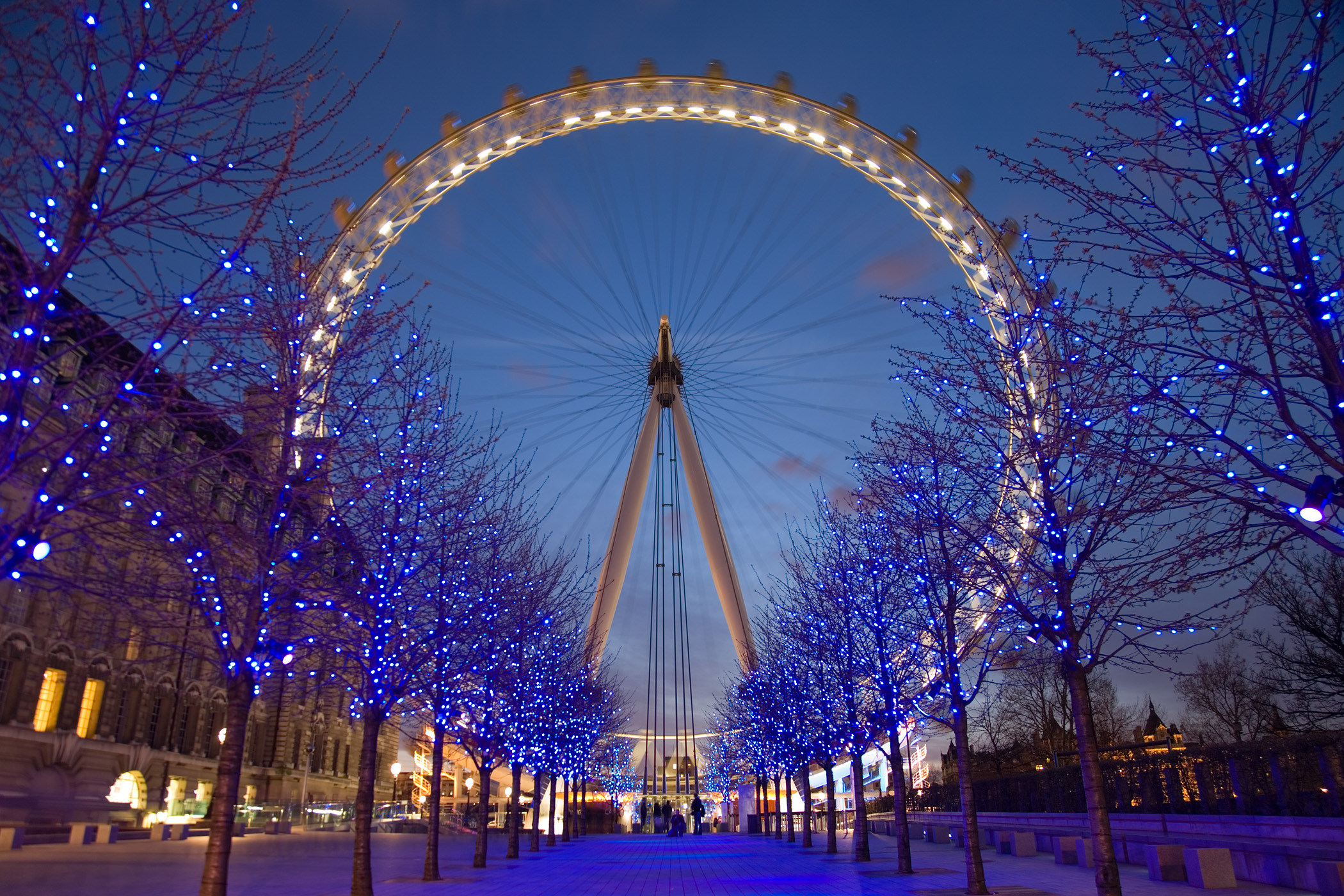
London Eye på kvällen.
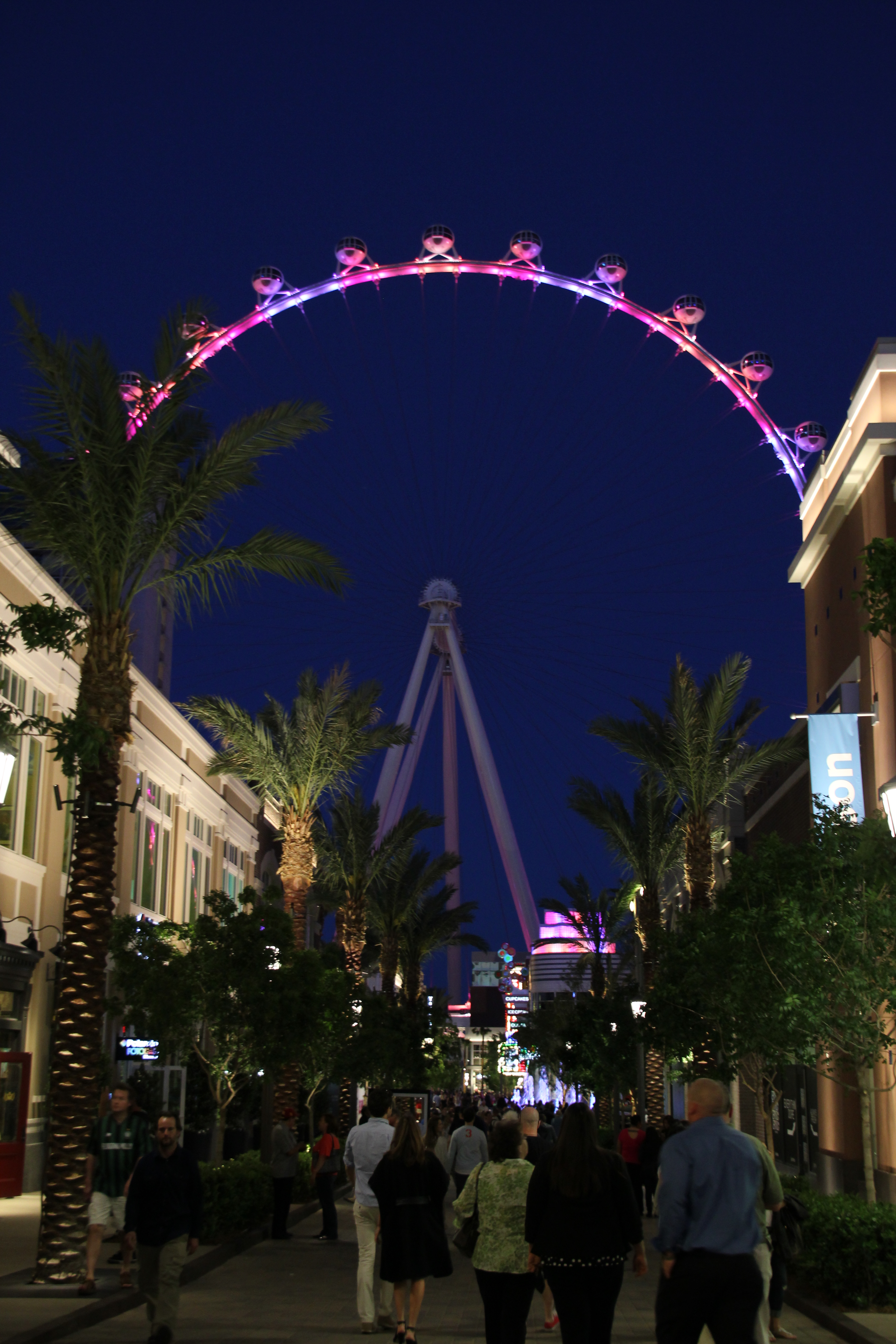
High Roller i Las Vegas, världens högsta pariserhjul sedan 2014.
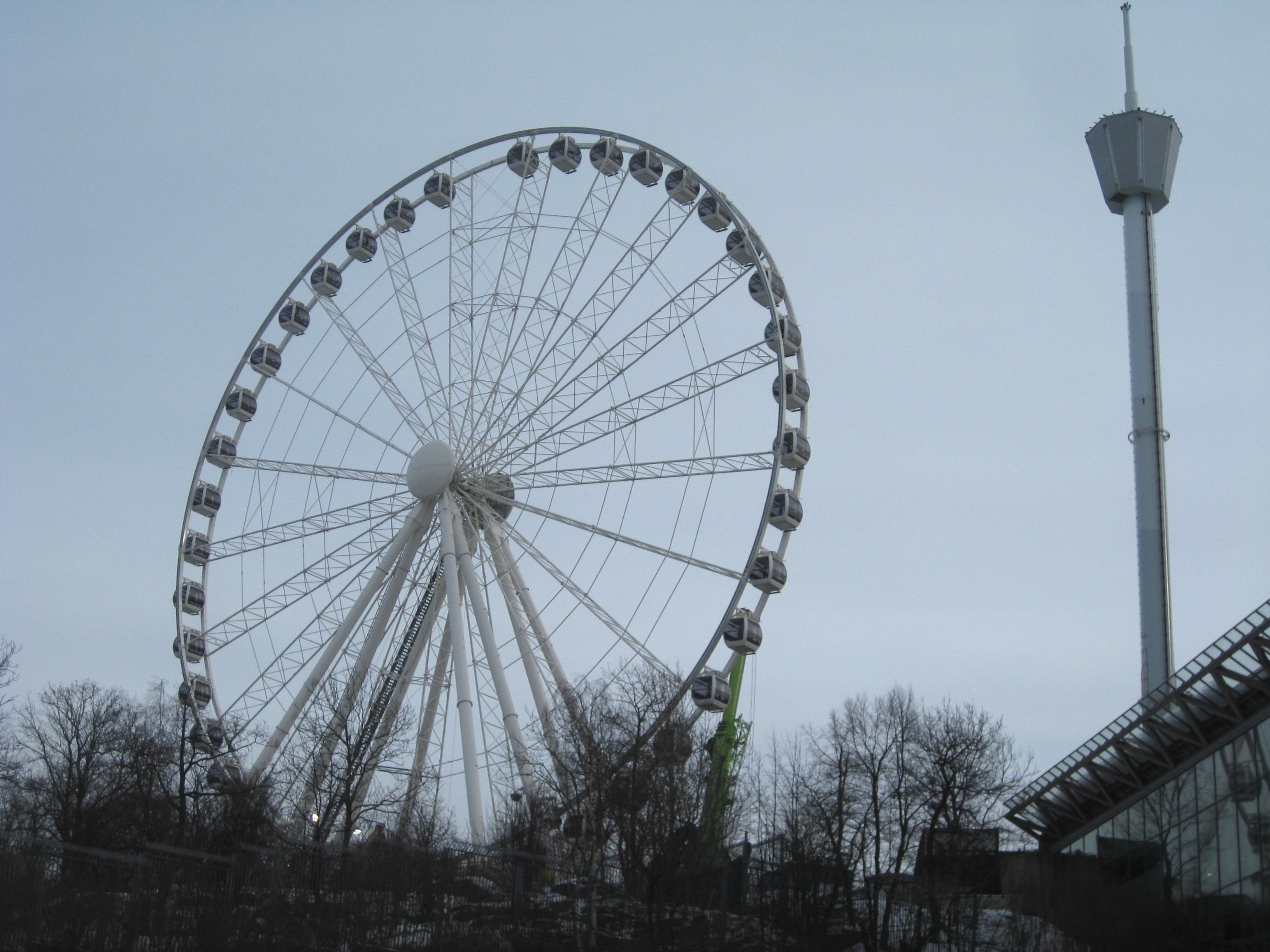
Lisebergshjulet i Göteborg.